# Gaiety Theatre (Londra)
Il Gaiety Theatre era un teatro situato nella città di Londra.

## La nascita
Il teatro venne finanziato da una Società per azioni e costruito nel 1864 con il nome di Strand Musick Hall (sic) dagli architetti Bassett e Keeling. Il teatro, che aveva circa 2.000 posti, in un periodo in cui Londra ne vide nascere molti altri. I proprietari, andando contro corrente, decisero di vietare il cibo e le bevande all'interno del teatro preferendo adibire a questo uso un salone adiacente. L'illuminazione era a gas e vennero usati specchi e vetri sfaccettati per dare alla luce un aspetto soffuso e all'ingresso c'era una pesante arcata che conduceva all'interno.

## Il patrocinio di Hollingshead
Nel 1868 il teatro venne fatto ristrutturare da John Hollingshead un impresario teatrale che lo ribattezzò Gaiety Theatre, affidando i lavori all'architetto Charles J. Phipps che costruì anche un ristorante interno di modo che gli spettatori potessero mangiare e poi avviarsi comodamente alle poltrone. il 21 dicembre 1868 il Gaiety riaprì le porte mandando in scena Robert the Devil un burlesque di William Schwenck Gilbert tratto da Roberto il diavolo di Giacomo Meyerbeer. Hollingshead rimase al teatro fino al 1886 e per lo più fece rappresentare spettacoli di operetta, burlesque, teatro di rivista e commedie leggere inclusi molti lavori di Jacques Offenbach e Wilhelm Meyer Lutz. Le star del Gaiety erano Nellie Farren, Fred Leslie (1º aprile 1855-27 dicembre 1892) ed Edward O'Connor Terry che tennero banco in quasi tutti gli spettacoli per circa vent'anni. Solitamente il programma della serata comprendeva una comemdia in tre atti, un interludio drammatico e una composizione bizzarra in cui spesso era inclusa una pantomima o un balletto. Il programma così composto durava circa 4 ore e gli spettatori potevano saltare una rappresentazione per andare a mangiare, bere o giocare a biliardo nelle sale preposte.
Nel 1870 Henry James Byron scrisse Uncle Dick's darling che andò in scena con un giovane Henry Irving, questi recitò in altri lavori insieme a John Lawrence Toole e ad altri attori.
Nel 1871 avvenne la prima assoluta di Cinderella, the Younger di Émile Jonas.
Thespis fu il primo lavoro di Gilbert e Sullivan ad andare in scena al Gaiety nel 1871 e lo stesso Fred Sullivan calcò il palco nell'interpretazione di Le Deux Aveugles di Jacques Offenbach rappresentata l'anno seguente e negli anni successivi si produssero anche lavori dell'irlandese Dion Boucicault.
Nel 1880 venne rappresentato The Forty Theeves nella versione di Robert Reece (2 maggio 1838-8 luglio 1891) e successivamente anche Aladdin. il 1883 vide l'arrivo di Francis Burnard ed infine di George Edwardes che scrisse insieme ad Hollingshead l'ultima opera di quest'ultimo per il Gaiety Little Jack Shepard che debuttò nel 1885 e continuò fino all'anno seguente.
La prima opera di Edwardes per il Gaiety fu Dorothy che al suo interno portava elementi tipici dello stile di Edward Harrigan, un commediografo americano, che prevedeva l'integrazione di musica e danza entro la trama della storia. La pièce fu un vero successo, ma dopo la sua chiusura Edwardes preferì tornare al burlesque, nel ventennio precedente questo si era formato come un pezzo in atto unico che riprendeva parodie di canzoni popolari, arie operistiche o altro che il pubblico potesse facilmente riconoscere. Edwardes invece, avvalendosi della collaborazione di Wilhelm Meyer Lutz lo trasformò in un'opera intera di tre atti e nacquero titoli come Faust up to date (1888), basato sul Faust, Ruy Blas and the Blase Roue (1889), da un lavoro di Victor Hugo e Joan of Arc (1891), scritta con Adrian Ross.
I balletti erano coreografati da John D'Auban e in quegli anni si unì alla compagnia del Gaiety E. J. Lonnen (1860-31 ottobre 1901).
Come detto per lavorare a Joan of Arc Edwardes ingaggiò il giovane scrittore e paroliere Adrian Ross, insieme a Ivan Carill e Lionel Monckton alle musiche e gli scrittori Owen Hall (10 aprile 1853-9 aprile 1907) ed Harry Greenbank (11 settembre 1865-26 febbraio 1899), il loro primo lavoro A Gaiety Girl del 1893 fu un vero successo. Un'altra attrazione del Gaiety furono le Gaiety Girls giovani ed affascinanti ragazze assai dissimili dalle attrici del burlesque con i loro corsetti, educate, raffinate e belle riscossero un grande successo ed alcune di loro divennero attrici di primo piano.
Nel 1903 l'edificio venne demolito, ma Edwardes lo fece ricostruire poco più in là fra Aldwich e lo Strand chiamandolo The New Gaiety Theatre, nel nuovo teatro si rappresentarono The Orchid (1903), The Spring Chicken (1905), The Girl of Gottenberg (1907), Our Miss Gibbs (1909), Peggy (1911), The Sunshine Girl (1913) e Adele (1914). A queste commedie con protagoniste per lo più femminili vennero contrapposti The Messenger Boy (1900), The Toreador (1901), The New Aladdin (1906), To-Night's the Night (1915) con Leslie Henson e Theodore & Co (1916). Molti di questi musical non si limitarono ad apparire soltanto al Gaiety, ma andarono in tour per tutto il paese.

## Il declino
Nel 1915 Edwardes morì lasciando il Gaiety ed il Daly's Theatre fortemente indebitati. Entrambe le strutture andarono a Robert Everett (16 ottobre 1874-15 gennaio 1949) che era stato tenore presso la D'Oyly Carte Opera Company che fu in grado di farle prosperare producendo successi come Going Up, che era già andato in scena a Broadway e poi The Kiss Call (1918) e Faust on Toast (1919). Gli anni '20 videro un susseguirsi di musical e si conclusero con Love Lies interpretato dall'attore Stanley Lupino (15 maggio 1893-10 giugno 1942) che nel 1934 scrisse Sporting Love che andò in scena per 302 repliche. Nel 1939 il Gaiety mise in cartellone Running Riot dopodiché la guerra lo costrinse a chiudere, il teatro, già bisognoso di restauri che venivano però considerati troppo costosi e subì pesanti danneggiamenti durante i bombardamenti.
Nel 1946 venne acquistato da Lupino Lane (16 giugno 1892-10 novembre 1959), ma i lavori risultarono più onerosi del previsto, una volta ultimati si tentò di vendere l'edificio, ma senza successo e venne quindi demolito nel 1956 per farvi degli uffici.
Attualmente è sede di un albergo di lusso.